# Миронов, Борис Сергеевич
Бори́с Серге́евич Миро́нов (род. 29 августа 1951, Могоча, Читинская область) — советский и российский государственный, общественный и политический деятель, журналист, публицист. Один из основателей «Российской газеты». В 1993—1994 годах — председатель Комитета Российской Федерации по печати. В 2002—2003 годах — сопредседатель «Национально-Державной Партии России». Придерживается националистических и антисемитских взглядов. Член Союза писателей России. Ряд публикаций Миронова признаны судом экстремистскими.

## Биография
Борис Миронов родился 29 августа 1951 года в городе Могоча Читинской области в семье фронтовиков. Начал работать в 15 лет монтёром.
В 1968 году — корреспондент газеты «Могочинский рабочий», в 1968—1970 годах — собственный корреспондент газеты «Забайкальская магистраль». В 1970 году работал инструктором Читинского обкома ВЛКСМ. В 1970—1971 годах — корреспондент читинской газеты «Комсомолец Забайкалья». В 1971—1973 годах служил в пограничных войсках КГБ СССР. В 1976 году окончил факультет журналистики МГУ, защитив дипломную работу по теме «Газетная акция как форма управления общественным мнением». С 1974 по 1977 год работал корреспондентом газеты «За коммунизм» в городе Мытищи.
В 1977—1978 годах — корреспондент-стажёр газеты «Комсомольская правда». В 1978—1986 годах — корреспондент-стажёр, специальный корреспондент газеты «Правда». В 1988 году окончил Академию общественных наук при ЦК КПСС, после окончания которой работал главным специалистом управления делами Совета министров СССР. В 1990—1991 годах работал консультантом министра печати и массовой информации РСФСР Михаила Полторанина.
Участвовал в создании «Российской газеты». Согласно воспоминаниям Валентина Логунова, изложенным в его книге, группа из четырёх журналистов под руководством помощника министра печати Бориса Миронова, подготовила пробный четырыхполосный номер «Российской газеты», он был напечатан ограниченным тиражом в первых числах ноября 1990 года, «исключительно для глаз власти». Через три дня Логунов был назначен главным редактором газеты и уже под его руководством был издан первый номер газеты.
Возглавлял издательство «Советская Россия», в 1992 году преобразованное им в издательство «Русская книга». Издавал работы русских философов — Ивана Ильина, Константина Победоносцева, Василия Шульгина, Сергея Булгакова, Константина Леонтьева.
Указом президента России от 22 декабря 1993 года № 2255 «О совершенствовании государственного управления в сфере массовой информации» назначен председателем комитета Российской Федерации по печати, образованного на основе ликвидированных министерства печати и информации Российской Федерации и федерального информационного центра России. 6 июля 1994 года был назначен председателем ликвидационной комиссии, призванной ликвидировать государственную инспекцию по защите свободы печати и массовой информации при бывшем министерстве печати и информации Российской Федерации.
Указом президента РФ от 2 сентября 1994 года № 1795 «О Миронове Б. С.» отправлен в отставку без указания причин. Эксперты связывают это с критикой в адрес Миронова, развёрнутой в газетах «Известия» и «Московские новости», за его националистические выступления.
После отставки возглавил «Русскую патриотическую партию», в 2002 году вошедшую в состав «Национально-державной партии России» (НДПР). В 2003 году выставил свою кандидатуру на губернаторских выборах в Новосибирской области. На IV (январском, 2004) съезде НДПР Миронову было выражено недоверие, а V (октябрьский, 2004) съезд снял его со всех руководящих постов и исключил из партии (77 голосов «за», 4 «воздержались»). Причиной сначала недоверия, а затем и исключения были неоднократные заявления Миронова, которые он делал от имени НДПР без согласования с политсоветом и двумя другими сопредседателями, выдавая свою личную весьма радикальную позицию за мнение всей партии.
В 2004 году обвинён в разжигании межнациональной розни и объявлен в федеральный розыск. В свою очередь, в открытом письме президенту России Владимиру Путину 19 октября 2004 года Миронов обвинил его в «насаждении еврейского фашизма».
В марте 2005 года сын Бориса Миронова Иван был объявлен в розыск в связи с расследованием дела о покушении на Анатолия Чубайса, в котором обвиняли полковника Владимира Квачкова.
Борис Миронов вошёл в состав Главного совета воссозданного 21 ноября 2005 года Союза русского народа. После смерти председателя Союза Вячеслава Клыкова поддерживал генерала Леонида Ивашова, выдвинувшегося на первые позиции в СРН. В результате расколов, вызванных идеологическими разногласиями, в конце 2008 года выделилась группировка, на съезде которой 26 апреля 2009 года Борис Миронов был избран председателем «Союза русского народа». Фактически этим завершился раскол «клыковского» союза на три организации, под председательством Ивашова, Александра Турика и Миронова.
На выборах президента России в 2012 году решил баллотироваться в качестве самовыдвиженца. 18 декабря 2011 года Борису Миронову было отказано в регистрации кандидатом в президенты России. 26 декабря Верховный суд РФ признал данный отказ незаконным, но 30 декабря отменил своё решение и признал первоначальное постановление избирательной комиссии законным.

## Уголовное преследование Миронова

На ММКВЯ-2008

11 декабря 2006 года вместе с сыном был задержан в Москве и этапирован в Новосибирск. Миронову было предъявлено обвинение по статье 282 УК РФ (возбуждение национальной, расовой или религиозной вражды). Обвинение было связано с выборами 2003 года, когда Миронов баллотировался на пост губернатора Новосибирской области. По мнению прокуратуры, в агитационных материалах Миронова содержались антисемитские выпады. Борис Миронов в одном из интервью заявил, что «не любит евреев»:

Антисемит — человек, не любящий евреев. Всё, точка. И что из того, что я, русский человек Миронов, не люблю евреев, да и какой русский человек может любить их после того, что они сделали с Россией. Но ведь я не только евреев не люблю, терпеть не могу разных там «голубых», не люблю проституток.
Прокуратура назначила социально-психологическую судебную экспертизу агитационных материалов Миронова. Эксперты не обнаружили призывов к насильственному захвату власти или изменению конституционного строя Российской Федерации во фразе «Вставайте, люди русские!». Большинство экспертов решило, что используемые выражения при определённых условиях способны вызвать у читателей «негативные установки в отношении» евреев, часть экспертов считает, что выражения формируют отрицательный образ лишь отдельных евреев. Эксперты не обнаружили информации, побуждающей к действиям против какой-либо нации или расы.
9 января 2007 года уголовное дело направлено в Центральный районный суд Новосибирска. Миронов своей вины не признал. 23 января 2007 года освобождён под залог в 100 тысяч рублей и поручительство ряда депутатов Госдумы и Новосибирского городского совета. Перед зданием суда прошли пикеты сторонников Миронова, которые прибыли из других городов, а 28 января 2007 года в Новосибирске состоялся митинг «Свободу русским политзаключённым», на котором выступил сам Борис Миронов. Суд над Мироновым начался 22 февраля 2007 года.
В феврале 2008 года суд признал Миронова виновным в разжигании межнациональной розни, однако освободил его от уголовной ответственности по нереабилитирующему основанию, поскольку по совершённым им преступлениям уже истёк срок давности. Как сообщает газета «Взгляд», «В публикациях автор оскорблял действующего губернатора области Виктора Толоконского и евреев. Экспертиза установила, что Миронов использовал экспрессивные слова и выражения, которые унижают достоинство».

## Политические взгляды
Британский историк Стелла Рок отмечает Миронова как одного из отрицателей Холокоста в России. Миронов называет Холокост «мифом» и «обманом».
Решением Петропавловск-Камчатского городского суда Камчатского края от 1 апреля 2010 года книга Миронова «Приговор убивающим Россию» (2005) включена в Федеральный список экстремистских материалов. В этот же список в соответствии с решением Советского районного суда города Иваново от 13 ноября 2008 года и определением Советского районного суда города Иваново от 22 сентября 2009 года включён текст «Об отношении русских к коренным народам России».
В декабре 2014 года на теледебатах с И. Гиркиным-Стрелковым (ведущий И. Бощенко) выступил с критикой аннексии Крыма, заявив, что Крым по закону и по совести принадлежит Украине.

## Семья
Жена — Татьяна Миронова (род. 1961), доктор филологических наук, член-корреспондент Международной Славянской академии наук, член Союза писателей России, главный научный сотрудник научно-исследовательского отдела книговедения Российской государственной библиотеки.
Сын — Иван Миронов (род. 1981) — кандидат исторических наук, заместитель председателя партии «Российский общенародный союз».

## Публикации
- Миронов, Борис Сергеевич. Битва с игом иудейским. — Москва: Алгоритм, 2014. — 477 с. — ISBN 978-5-4438-0084-4.
- Миронов, Борис Сергеевич. Русский национализм. — Москва: Институт русской цивилизации, 2014. — 551 с. — ISBN 978-5-4261-0088-6.
- Миронов, Борис Сергеевич. Русские. Последний рубеж. — Москва: Алгоритм, 2013. — 493 с. — ISBN 978-5-4438-0568-9.
- Миронов, Борис Сергеевич. Ура-путинизм. Кто толкает Россию к гражданской войне. — Москва: Алгоритм, 2013. — 334 с. — ISBN 978-5-4438-0496-5.
- Борис Миронов, Любовь Краснокутская. Чёрная мантия: анатомия российского суда. — Москва: Алгоритм, 2012. — 557 с. — ISBN 978-5-4320-0072-9.
- Миронов, Борис Сергеевич. Русское восстание. — Москва: Алгоритм, 2011. — 461 с. — ISBN 978-5-4320-0054-5.
- Миронов, Борис Сергеевич. Покушение. — Москва: Алгоритм, 2010. — 210 с. — ISBN 978-5-9265-0765-9. (об А. Чубайсе, не запрещена)
- Миронов Борис. Приговор убивающим Россию :  [рус.]. — Москва : ФОРЖИ, 2005. — 160 с. — ISBN 4-448-10412-8. // rus-sky.com
- Миронов Борис Сергеевич. Об отношении русских к коренным народам России. — Национальная газета спецвып. № 1-В. — Москва, 2002. — 87 с.
- Борис Миронов. Иго иудейское. — Краснодар: Пересвет, 2002. — 316 с. — ISBN 5-94539-008-9.
- Борис Миронов. О еврейском фашизме // «Колокол», № 107, 108 от 5, 12 июня 1998 г
- Борис Миронов. Кому в России мешают русские // rus-sky.com
- Борис Миронов. Путин - ещё одна иллюзия русского народа. rusprav.org. Дата обращения: 7 августа 2015. Архивировано 15 марта 2007 года.
- Миронов Б.С. Что делать русским в России. — Москва: Витязь, 1998. — 48 с. — ISBN 5-86523-035-2.
- Борис Миронов. Нас спасёт национализм. — 1995. — 32 с.
- Миронов Б.С. Сумасшедший (роман). — Москва: Республика, 1993. — 331 с.
- Борис Миронов. О необходимости национального восстания // www.russia-talk.org
- Борис Миронов. Враг народа. Документы и факты (об А. Чубайсе) // www.russia-talk.org
- Борис Миронов. Боль. — Москва: Современник, 1989. — 205 с. — ISBN 5-270-00807-6.
- Борис Миронов. Не последний час живём: Рассказы. Очерки. — Москва: Советский писатель, 1988. — 270 с. — ISBN 5-265-00393-2.